# Heidi Sundal
Heidi Sundal   (Oslo, 30 d'octubre de 1962) és una exjugadora d'handbol noruega que va competir durant les dècades de 1980 i 1990.
El 1988 va prendre part en els Jocs Olímpics de Seül, on guanyà la medalla de plata en la competició d'handbol. Quatre anys més tard, als Jocs de Barcelona, revalidà la medalla de plata. En el seu palmarès també destaca una medalla de bronze al campionat del món d'handbol de 1986 i una altra al de 1993. Entre 1980 i 1993 jugà un total de 269 partits i marcà 731 gols amb la selecció nacional.
A nivell de clubs jugà al Nordstrand IF, amb qui va guanyar la lliga noruega de 1987.